# بطاريق مدغشقر في شجرة عيد الميلاد (فلم)
بطاريق مدغشقر في شجرة عيد الميلاد (بالإنجليزية: The Madagascar Penguins in a Christmas Caper) هو فِلم رسوم متحركة قصير من إنتاج شركة دريم ووركس ويحكي قصة أربع بطاريق والذين يُعرفون باسم بطاريق مدغشقر.
عُرض الفِلم لأول مرة في 7 أكتوبر 2005 وكان من إخراج غاري تروسديل.

## وصلات خارجية
- بطاريق مدغشقر في شجرة عيد الميلاد على موقع IMDb (الإنجليزية)
- بطاريق مدغشقر في شجرة عيد الميلاد على موقع ألو سيني (الفرنسية)
- بطاريق مدغشقر في شجرة عيد الميلاد على موقع فيلمافينيتي (الإسبانية)
- بطاريق مدغشقر في شجرة عيد الميلاد على موقع قاعدة بيانات الفيلم (الإنجليزية)
- بطاريق مدغشقر في شجرة عيد الميلاد على موقع ليتربوكسد (الإنجليزية)
- بطاريق مدغشقر في شجرة عيد الميلاد على موقع كينوبويسك (الروسية)